# Малковиці (Нижньосілезьке воєводство)
Малковиці (пол. Małkowice, нім. Malkwitz; 1937-45: Waldtal) — село в Польщі, у гміні Конти-Вроцлавські Вроцлавського повіту Нижньосілезького воєводства.
Населення — 550 осіб (2011).
У 1975-1998 роках село належало до Вроцлавського воєводства.

## Демографія
Демографічна структура станом на 31 березня 2011 року:
|          | Загалом | Допрацездатний вік | Працездатний вік | Постпрацездатний вік |
| -------- | ------- | ------------------ | ---------------- | -------------------- |
| Чоловіки | 271     | 49                 | 192              | 30                   |
| Жінки    | 279     | 39                 | 165              | 75                   |
| Разом    | 550     | 88                 | 357              | 105                  |